# Hieracium abscissum
Hieracium abscissum ist eine Art aus der Familie der Korbblütler (Asteraceae). Sie ist im südlichen Nordamerika sowie in Mittelamerika heimisch.

## Beschreibung
Hieracium abscissum ist eine krautige Pflanze die Wuchshöhen von 40 bis 75, gelegentlich auch mehr Zentimetern erreicht. Die aufrechten Stängel sind meist kahl, weisen manchmal aber auch feine aber raue Behaarung auf, welche 3 bis 6 Millimeter lang wird. Die Stängelbasis ist kahl, sternförmig oder drüsig behaart, kann aber auch dieselbe fein-raue Behaarung wie der restliche Stängel aufweisen.
An der Stängelbasis befinden sich drei bis zwölf, gelegentlich auch mehr grundständige Laubblätter, während vom Stängel ein bis sechs Laubblätter abzweigen. Die Blattspreite ist bei einer Länge von 3,5 bis 20 Zentimeter sowie einer Breite von 1 bis 3 Zentimeter verkehrt-lanzettlich bis lanzettlich geformt. Die Spreitenbasis ist keilförmig bis gestutzt während die Spreitenspitze stumpf bis spitz zuläuft und die Spreitenränder meist ganzrandig, gelegentlich aber auch gezähnt sind. Sowohl die Ober- als auch die Unterseite der Blätter sind mit 2 bis 3 Millimeter langen, feinen rauen Haare besetzt.
Die Blütezeit erstreckt sich von April sowie von Juli bis August. Die Gesamtblütenstände bestehen aus fünf bis sechzig ripsenartig angeordneten, körbchenförmigen Teilblütenständen. Der Blütenstandsschaft ist mit feinen rauen, sternförmigen und drüsigen Haaren besetzt. Das mehr oder weniger glockenförmige Involucrum enthält 13 bis 18 Hüllblätter, die 6 bis 8 Millimeter lang und 4 bis 5 Millimeter breit werden. Die Blütenkörbchen enthalten 20 bis 24 gelbe Zungenblüten, welche 6 bis 9 Millimeter lang werden. Die schwarzen bis rotbraunen Achänen sind bei einer Länge von 2 bis 3 Millimetern säulenförmig. Sie haben einen Pappus, welcher sich aus 36 bis 40 weißen oder strohfarbenen Borstenhaaren zusammensetzt.

## Vorkommen
Das natürliche Verbreitungsgebiet von Hieracium abscissum liegt im südlichen Nordamerika sowie in Mittelamerika. Es erstreckt sich von Arizona und New Mexico über Mexiko bis nach Zentralamerika.
Hieracium abscissum gedeiht in Höhenlagen von 2000 bis 2600 Metern. Die Art wächst auf gestörten Flächen sowie auf Lichtungen in Kiefer-, Eichen- und Kiefern-Eichen-Mischwäldern.

## Systematik
Die Erstbeschreibung als Hieracium abscissum erfolgte 1830 durch Christian Friedrich Lessing in Linnaea, Band 5, Nummer 1, Seiten 132–133. Synonyme für Hieracium abscissum Less. sind unter anderem Hieracium anthurum Fr., Hieracium comatum Fr., Hieracium hirsutum Sessé & Moc., Hieracium intybiforme Arv.-Touv., Hieracium multicaule Schaffner ex Sch.-Bip., Hieracium orizabaeum Arv.-Touv., Hieracium rusbyi Greene, Hieracium strigosum D.Don, Hieracium thyrsoideum Fr., Pilosella abscissa (Less.) F.W. Schultz & Sch. Bip., Pilosella anthura (Fr.) F.W. Schultz & Sch. Bip., Pilosella comata (Fr.) F.W. Schultz & Sch. Bip., Pilosella strigosa (D.Don) F.W. Schultz & Sch. Bip. sowie Pilosella thyrsoidea  (Fr.) F.W. Schultz & Sch. Bip.